# Gymnoscelis maculilinea
Bosara maculilinea là một loài bướm đêm trong họ Geometridae.